# 包拟古
包拟古（英語：Nicholas C. Bodman，1913年7月27日—1997年6月29日），美国语言学家、汉学家。

## 生平
包拟古出生于芝加哥。第二次世界大战期间，他于1941年入伍。1942年，他曾任职于位于珍珠港的美国海军HYPO情报站，参与破解日本海军代码。他于1945年退伍，官至海军少校。
此后包拟古入读耶鲁大学，先后获学士、硕士、博士学位。1950年至1962年间，他任职于美国国务院外交研究所，曾任远东语言部主任。1962年起任教于康奈尔大学，1964年升任教授。他长期从事汉语历史语言学、汉语方言学（尤其是闽语）、藏缅语族的研究。他最早提出了上古汉语的六元音系统。这一假说后来由他的学生白一平继续发展，而同时斯塔罗斯金、郑张尚芳等学者也先后独立提出了类似假说，现已为学界广泛接受。
包拟古于1979年退休，并继任担任荣休教授。他的主要著作有《〈释名〉的语言学研究——声母和复辅音》（A Linguistic Study of the "Shih Ming": Initials and Consonant Clusters）、《福建厦门话口语》（Spoken Amoy Hokkien）、《汉语官话》（Mandarin Chinese，与司徒修合著）等。